# Алан Роуз
Алан Пол Роуз (англ. Alan Paul Rouse; 19 грудня 1951, Воллесі, Велика Британія — 10 серпня 1986, К2) — британський альпініст. Знаний насамперед у зв'язку з цілою низкою блискучих гімалайських першосходжень, здійснених в альпійському стилі — без організації проміжних таборів і допомоги висотних носіїв. Перший британець, який підкорив другу за висотою вершину планети К2 (4 серпня 1986 року). Загинув під час спуску від виснаження у висотному таборі IV (~7900 м) через тривалу негоду.

## Біографія
Народився у Воллесі. З 1963 до 1970 рік навчався у Беркенгед-Скул, а до 1973 року в Еммануїл-коледжі (Кембридж). У коледжі працьовитості та старанності у навчанні надавав перевагу гедоністичній трибі. Він був дуже товариським, любив випити, за власним зізнанням був «бабником» і вважав за краще «жити на межі». Після закінчення Кембриджу, як наслідок, він отримав лише свідоцтво про проходження навчання (Ordinary degree) у галузі математики, і після епізодично працював у сфері навчання, перериваючи свою зайнятість на альпіністські експедиції.
Займатися альпінізмом почав у 15 років. Через роки репутацію висококваліфікованого альпініста Роуз підтвердив першим пройшовши диретиссиму північної стіни Глетчергорну, зробивши 2-е проходження маршруту Lesueur Північною стіною Ле Дрю, перше зимове сходження по північній стіні Aiguille des Pélerins і північно-східному ребру Ле-Друат (соло).
У 1977 році Алан побував у Південній Америці і зі своїм партнером Ребом Керрінгтоном (англ. Rab Carrington) зробив ряд зухвалих сходжень у різних куточках Анд. У Патагонії він зробив перше сходження по західній стіні Айг-Пойнсенот, на Куатро-Дедос, Біфіду та Гран-Жендармі-де-Польйоні. Далі на північ від Кордильєра-Уайуаша пройшов три складні і протяжні мікстові стіни: Південну стіну Єрупахи, Західну стіну Невадо-Рондою та Південну стіну Невадо-Расак. Пізніше, 1979 року, знову відвідав Уайуаш, і зробив цілу низку нових сходжень, зокрема, перше західним гребенем Нінашанки.
У період між 1978 та 1986 роками брав участь у восьми гімалайських експедиціях і здійснив сходження на 5 вершин.

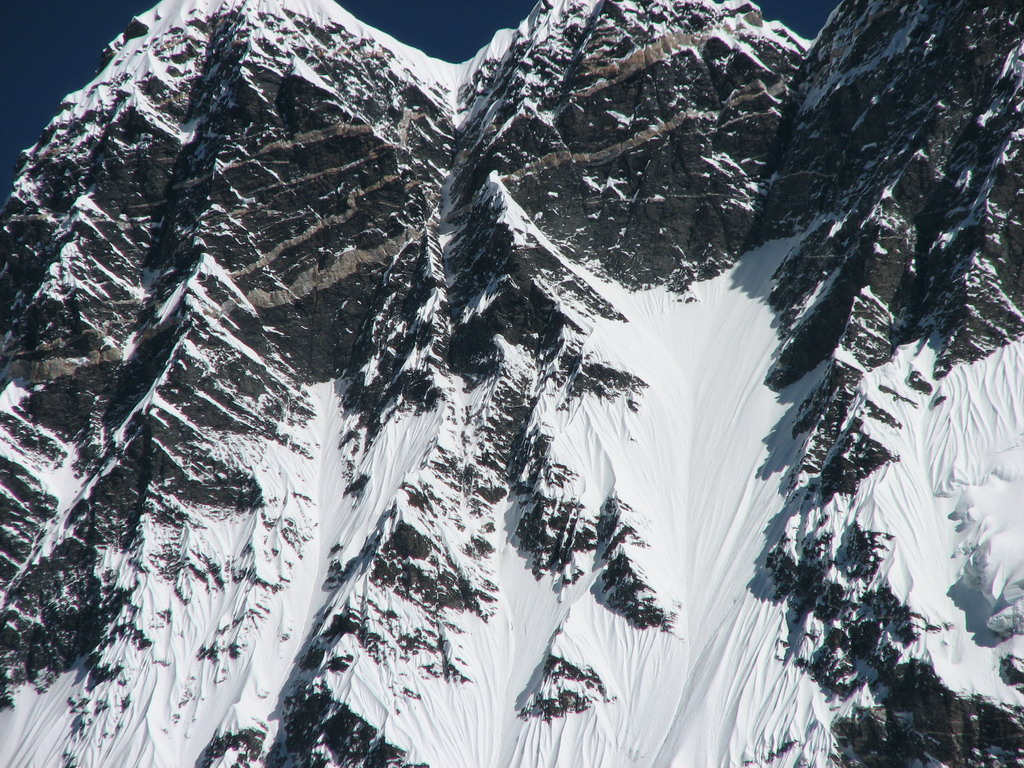
Північна стіна Нупцзе

Першою стала Жанну у Східному Непалі у 1978 році. Разом Керрінгтоном, Роджером Бакстер-Джонсом і Браяном Голлом він в альпійському стилі повторив протяжний і важкий французький маршрут, це стало значною віхою в історії гімалайських сходжень. Через рік разом із Дагом Скоттом, Голлом і Джорджем Беттембургом (англ. Georges Bettembourg) був пройдений Північний контрфорс Нупцзе (North Buttress) — знову в альпійському стилі.
У 1980 році Уряд Непалу дозволив проведення зимових сходжень, Роуз очолив експедицію на Еверест Західним гребенем з перевалу Лхо-Ла. Вдалося досягти 7500 метрів. Того ж року проведення експедицій у малодосліджених куточках країни дозволив Уряд Китаю. На початку липня 1981 року Роуз у складі групи альпіністів британської експедиції до Китаю (англ. The British Kongur Expedition) разом з Крісом Бонінгтоном, Пітером Бордманом і Джо Таскером здійснив перше сходження на вершину Конгур.
У червні 1983 року Роуз разом з Жаном Афанасьєвим (фр. Jean Affanassief), Бакстер-Джонсом й Енді Паркіним (англ. Andy Parkin) здійснив швидкісне сходження «класикою» на Броуд-пік, і цього ж року здійснив свою першу спробу сходження на К2 (південною стіною). Вдалося досягти 8000 метрів, після чого негода змусила його відступити.
У 1986 році Роуз повернувся на К2 і спробував прокласти шлях вгору північно-західним ребром. Ця спроба виявилася невдалою, і учасники гурту Роуза повернулися до базового табору, а сам Алан залишився на горі, щоб спробувати піднятися за класичним маршрутом ребром Абруццького, раніше провішеному поруччями для корейської експедиції. 4 серпня разом з австрійцями Віллі Бауером й Альфредом Імітзером (англ. Alfred Imitzer) Роуз досяг вершини К2, ставши першим британцем, який підкорив Чогорі, і того ж вечора вони всі разом на тлі погоди, яка швидко погіршувалася, спустилися у висотний табір IV (~ 7900 м), де вже знаходилися польська спортсменка Доброслава Вольф і учасник австрійської групи Ганнес Вайзер (англ. Hannes Weiser). Наступного ранку до них приєдналися Курт Дімбергер й англійка Джулі Талліс, які днем раніше також зробили успішне сходження, але на спуску впіймали «холодну ночівлю». 5 серпня погода погіршилася: пориви вітру досягали ста миль на годину (понад 150 км/год) за низької мінусової температури, випадала величезна кількість снігу. Шторм тривав до 10 серпня, коли з'явилася перша нагода для продовження спуску. На той час у таборі померла Д. Талліс, Роуз був живий, але перебував у непритомності. Дімбергер, Вольф, Імітзер, Бауер і Вайзер почали спуск, залишивши присмертного Роуза у Таборі IV. До базового табору дісталися лише Дімбергер і Бауер, інші альпіністи загинули. Пізніше досвідченого Курта Дімбергера критикували за рішення залишити присмертного Роуза, але альпіністським товариством це рішення було розцінено як єдине вірне в обставинах, що склалися.
З 1985 року і до своєї смерті Алан Роуз обіймав посаду віцепрезидента Британської ради з альпінізму. Ім'ям Роуза у Шеффілді названо гірську бібліотеку.